# Jenny Laurendet
Jenny Laurendet, född 5 juli 1962, är en australisk friidrottare. Hon deltog vid olympiska sommarspelen 1988.